# Non è peccato - La Quinceañera
Non è peccato - La Quinceañera (Quinceañera) è un film del 2006 scritto e diretto da Richard Glatzer e Wash Westmoreland.
Ispirato ad esperienze reali di Glatzer e Westmoreland, il film racconta la vita di due giovani cugini messicani cacciati dalla rispettiva famiglia, una perché incinta l'altro perché gay. Il film è stato presentato in anteprima al Sundance Film Festival il 23 gennaio 2006, dove ha vinto il Gran Premio della Giuria e il Premio del Pubblico. Nel mondo ha incassato oltre 2.500.000 dollari a fronte del budget iniziale di 400.000 dollari.

## Trama
Magdalena è una ragazza di quattordici anni di origine messicana che viene con la famiglia a Echo Park (Los Angeles). La sua vita ruota attorno all'imminente Quinceañera, una tipica cerimonia che celebrando il suo quindicesimo anno la introduce alla maturità. I suoi pensieri sono rivolti principalmente alla preparazione del vestito e al noleggio della limousine da sfoggiare alla cerimonia. Ma i suoi sogni si infrangono quando scopre di essere incinta e per questo viene cacciata di casa dal religiosissimo padre. La ragazza trova ospitalità dall'amato prozio Thomas, qui trova il cugino Carlos, anche lui cacciato dalla famiglia a causa della sua omosessualità. I tre formano una nuova ed improvvisata famiglia, affrontando assieme i giudizi della gente, l'emarginazione e la speculazione immobiliare che minaccia il quartiere.

## Produzione
Il film stato scritto e diretto da Richard Glatzer e Wash Westmoreland, legati nel lavoro e nella vita sentimentale. Hanno concepito l'idea per il film nel gennaio 2005, sulla base delle proprie esperienze come una coppia gay di Echo Park, quartiere di Los Angeles abitato prevalentemente da latinoamericani. Sono stati ispirati a fare un film sulla tradizionale cerimonia della Quinceañera, dopo essere stati invitati dalla loro vicina di casa quindicenne.
Il casting per il film ha avuto luogo a marzo 2005 attraverso internet e al passaparola. Glatzer e Westmoreland hanno scelto di utilizzare attori non professionisti; nessuno del cast, ad eccezione Chalo González, apparteneva alla Screen Actors Guild. La maggior parte degli attori non erano professionisti e non avevano mai recitato in un film prima. L'unica esperienza di Emily Rios prima di ottenere il ruolo della protagonista è stata in una recita scolastica. A causa di vincoli di tempo, i produttori non avevano ancora trovato un attore per interpretare il ruolo di James, ma poco prima dell'inizio delle riprese il ruolo è stato proposto al direttore del casting Jason L. Wood, che dopo alcune titubanze ha accettato.
Il film è stato girato più di diciotto giorni nel mese di aprile 2005. È stato girato in esterni a Echo Park, mentre per gli interni è stata utilizzata la casa di Glatzer e Westmoreland. Gli abitanti del quartiere hanno aiutato Glatzer e Westmoreland, fornendo abbigliamento e tre case per le riprese. La colonna sonora del film include canzoni reggaeton e musiche originali composte dal fratello di Westmoreland.

## Distribuzione
Il film è stato presentato in anteprima al Sundance Film Festival 2006, dove ha vinto il Gran premio della giuria e il Premio del pubblico. Successivamente è stato presentato al Festival di Berlino. Il film ha avuto una distribuzione limitata nelle sale statunitensi dal 2 agosto 2006 a cura di Sony Pictures Classics.
In Italia è stato mostrato al Giffoni Film Festival a luglio 2006 e successivamente distribuito nelle sale cinematografiche il 1º settembre 2006, a cura di Teodora Film.

## Riconoscimenti
- 2006 - Sundance Film Festival
  - Gran premio della giuria: U.S. Dramatic
  - Premio del pubblico: U.S. Dramatic
- 2006 - ALMA Award
  - Miglior attore a Jesse Garcia
  - Candidatura al Miglior film
  - Candidatura alla Miglior attrice a Emily Rios
- 2007 - GLAAD Media Awards
  - Miglior film della piccola distribuzione
- 2007 - Imagen Awards
  - Candidatura al Miglior film
  - Candidatura al Miglior regista a Richard Glatzer e Wash Westmoreland
  - Candidatura al Miglior attore a Jesse Garcia
  - Candidatura alla Miglior attrice a Emily Rios
  - Candidatura al Miglior attore non protagonista a Chalo González
- 2007 - Independent Spirit Awards
  - Premio John Cassavetes
- 2008 - Independent Spirit Awards
  - Producers Award ad Anne Clements